# Nuevo Berlín
Pour les articles homonymes, voir Berlin (homonymie).
Nuevo Berlín est une ville et une municipalité de l'Uruguay située dans le département de Río Negro. Le petit port de Nuevo Berlín est situé face à l'Île Filomena Grande qui est située au milieu du fleuve Uruguay et qui appartient administrativement au Département de Rio Negro.
Sa population est de 2 438 habitants.

## Histoire
La ville a été fondée le XIXe siècle par Richard et Karl Wendelstandt.

## Population
| Année | Population |
| ----- | ---------- |
| 1963  | 1 893      |
| 1975  | 2 659      |
| 1985  | 2 097      |
| 1996  | 2 366      |
| 2004  | 2 438      |

Référence,.

## Gouvernement
Le maire (alcalde) de Nuevo Berlín est Sergio Milesi.